# HeXi Yuzui Tower A
 (octobre 2024).
La mise en forme du texte ne suit pas les recommandations de Wikipédia : il faut le « wikifier ».
Les points d'amélioration suivants sont les cas les plus fréquents :
- Les titres sont pré-formatés par le logiciel. Ils ne sont ni en capitales, ni en gras.
- Le texte ne doit pas être écrit en capitales (les noms de famille non plus), ni en gras, ni en italique, ni en « petit »…
- Le gras n'est utilisé que pour surligner le titre de l'article dans l'introduction, une seule fois.
- L'italique est rarement utilisé : mots en langue étrangère, titres d'œuvres, noms de bateaux, etc.
- Les citations ne sont pas en italique mais en corps de texte normal. Elles sont entourées par des guillemets français : « et ».
- Les listes à puces sont à éviter, des paragraphes rédigés étant largement préférés. Les tableaux sont à réserver à la présentation de données structurées (résultats, etc.).
- Les appels de note de bas de page (petits chiffres en exposant, introduits par l'outil «  Source ») sont à placer entre la fin de phrase et le point final[comme ça].
- Les liens internes (vers d'autres articles de Wikipédia) sont à choisir avec parcimonie. Créez des liens vers des articles approfondissant le sujet. Les termes génériques sans rapport avec le sujet sont à éviter, ainsi que les répétitions de liens vers un même terme.
- Les liens externes sont à placer uniquement dans une section « Liens externes », à la fin de l'article. Ces liens sont à choisir avec parcimonie suivant les règles définies. Si un lien sert de source à l'article, son insertion dans le texte est à faire par les notes de bas de page.
- La présentation des références doit suivre les conventions bibliographiques. Il est recommandé d'utiliser les modèles {{Ouvrage}}, {{Chapitre}}, {{Article}}, {{Lien web}} et/ou {{Bibliographie}}. Le mode d'édition visuel peut mettre en forme automatiquement les références.
- Insérer une infobox (cadre d'informations à droite) n'est pas obligatoire pour parachever la mise en page.

Pour une aide détaillée, merci de consulter Aide:Wikification.
Si vous pensez que ces points ont été résolus, vous pouvez retirer ce bandeau et améliorer la mise en forme d'un autre article.
La HeXi Yuzui Tower A (河西御嘴A座) est un gratte-ciel en construction à Nankin, en Chine. D'une hauteur de 500 mètres, il comptera 84 étages principalement destinés à des bureaux. Sa construction a débuté en 2021 et devrait s'achever en 2025. Ce projet fait partie d'un développement plus large du quartier financier de HeXi Yuzui, visant à transformer la skyline de la ville avec une architecture de type highrise.

## Points clés du projet
- Hauteur et structure : La tour atteindra 500 mètres et comprendra 84 étages, principalement destinés à des bureaux, ainsi que des espaces commerciaux et touristiques, pour une superficie totale de 860 000 m2.
- Design : La conception de la tour s'inspire des motifs créés par le fleuve Yangtsé, avec un extérieur conçu pour résister aux tourbillons de vent et optimiser les vues. Un observatoire à 360° sera intégré, offrant des panoramas exceptionnels pour les visiteurs.
- Durabilité : La tour vise la certification LEED Gold et inclura des systèmes de collecte des eaux pluviales, des jardins sur le toit et des façades à faible émission, réduisant le gain de chaleur solaire et améliorant la qualité de l'air.
- Développeur et calendrier : Le projet est développé par China Jinmao (en) et a commencé en 2021, avec une date d'achèvement prévue pour 2025. Cette tour devrait devenir l'un des gratte-ciel les plus hauts de Nankin et jouer un rôle clé dans la transformation de la région en un centre d'affaires moderne[1].
- Modélisation : Un modèle réduit de la tour a été fabriqué en aluminium poli, représentant la conception avec de petits composants usinés et assemblés avec des vis et des aimants pour une finition lisse et élégante.
- Impact architectural : Ce gratte-ciel est destiné à devenir un point central du nouveau district financier de Nankin, contribuant ainsi à redéfinir la skyline de la ville[2].

## Développement et durabilité
Le projet South HeXi Yuzui Financial District et sa tour de 500 mètres ont été conçus par le cabinet Adrian Smith + Gordon Gill Architecture (en) (AS+GG) dans le cadre d'un développement de 860 000 m2 à Nankin.

## Détails supplémentaires
- Développement mixte : En plus de la tour principale, le plan inclura plusieurs autres bâtiments : un immeuble de bureaux de 100 mètres, un de 155 mètres, un autre de 220 mètres, un de 350 mètres, et un bâtiment résidentiel de 86 mètres. Cela créera un environnement vivant et interactif, intégrant des espaces publics et culturels.

- Accessibilité : Le projet améliorera la connectivité au bord de la rivière et les options de transport public, tout en offrant des espaces verts favorisant le bien-être et améliorant la qualité de l'air. Ce développement est prévu pour être achevé d'ici 2025, renforçant ainsi l'attrait de Nankin en tant que centre financier moderne[3].